# Jelenec bahenní
Jelenec bahenní (Blastocerus dichotomus) je druh jelence, jediný z monotypického rodu Blastocerus. Se svým více než jedním metrem v kohoutku je to největší druh jelence z Jižní Ameriky, na délku měří dokonce metry dva. Vzhledem se jelenec bahenní podobá jelenci ušatému, především poddruhu jelenec černoocasý. Žije v Argentině, Bolívii, Peru, Brazílii, Uruguayi a Paraguayi. Dříve obýval téměř celou tropickou a subtropickou části Jižní Ameriky, avšak v posledních letech jeho populace klesají. Většina existujících populací žije izolovaně především na území Paraguaye. Menší skupiny roztroušeně žijí i v jižní Amazonii na území národního parku Bahuaja-Sonene. Druh jelenec bahenní se nachází v první příloze CITES.

## Popis

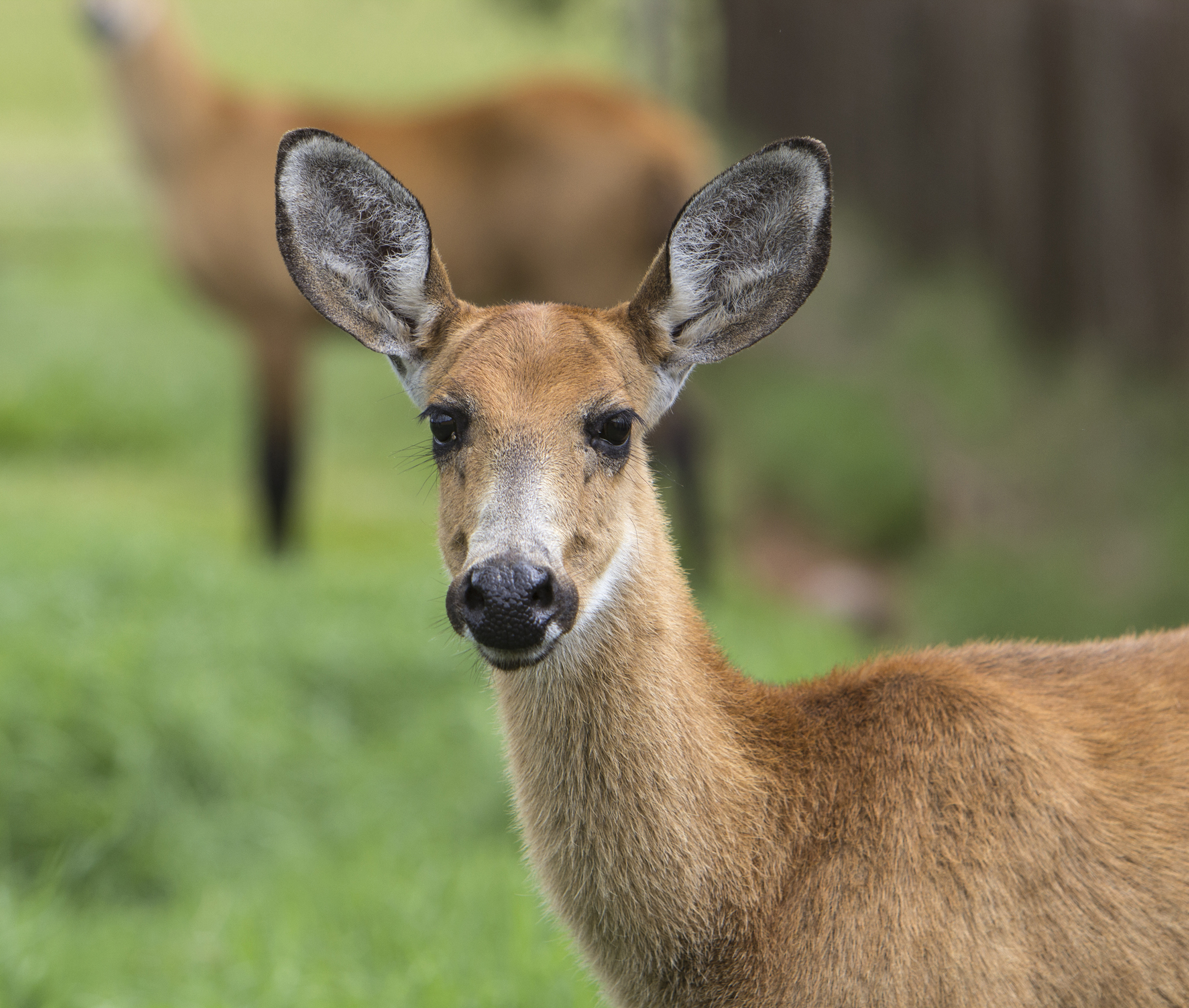
Samice jelence bahenního

Jelenci bahenní mají velké uši lemované bílými chlupy, červenohnědě zbarvené tělo a dlouhé, tmavě hnědé až černé, nohy. Během zimy jejich srst tmavne a celoročně mají na bocích a kolem očí bílé znaky. Nohy barevně ladí s tlamou. Ocas je shora oproti zbytku těla světle červený, avšak zespoda má černou barvu. Délka hlavy a těla je 153 až 200 cm, samotný ocas měří dalších 12 až 16 cm. Výška v kohoutku se pohybuje v rozmezí od 100 do 127 cm.
Kopyta jsou měkká a mezi jednotlivými prsty je elastická kůže, což je užitečné pro brodění se a plavání v bažinách a mokřadech. Parohy mají pouze samci, ty jsou rozvětvené a dosahují délky až 60 cm. Dospělí jedinci mají obvykle 80 až 125 kg, přestože samci mohou dorůst váhy až 150 kg.

## Ekologie
Březost samic trvá přibližně 271 dní a ve většině případů se rodí pouze jedno mládě, vzácně i dvojčata. Samice běžně porodí v období mezi říjnem a listopadem a mladý jedinec se od dospělého, krom nízkého vzrůstu, liší i světlým až bílým zbarvením.
Jelenci bahenní žijí většinou samotářsky nebo ve skupinách s méně než šesti kusy, přičemž jediný z nich je dospělý samec. Hlavními predátory jsou jaguáři a pumy.
Jelenec bahenní, jak již český název napovídá, vyhledává především mokřady a bažiny, zejména v Pantanal a Gran Chaco, kde je hladina vody menší než 70 cm. Jsou to dobří a rychlí plavci, přičemž močály s hustou vegetací je dobře chrání před možnými predátory a navíc jim poskytují dostatek potravy. Migrují pouze na krátké vzdálenosti mezi obdobími sucha a naopak obdobími záplav.
Vzhledem k tomu, že jelenci bahenní žijí v blízkosti vody, větší část jejich jídelníčku tvoří především vodní rostliny. Byly provedeny studie, které zjistily, že tito sudokopytníci se živí více než 40 druhy rostlin. Hlavní složkou potravy jsou lipnicovité rostliny, které zabírají celých 22 % z jejich jídelníčku. Modráskovité rostliny tvoří přibližně 12 % stravy jelenců bahenních a bobovité rostliny tvoří 11 %. Zbytek jídelníčku vyplňují leknínovité, žabníkovité, marantovité, pupalkovité a šáchorovité rostliny. Struktura potravy jelenců bahenních může být značně variabilní v závislosti na ročním období.

## Populace
Přirozeným predátorem jelenců bahenních jsou jaguáři američtí, lidově zvaní také Onça, a pumy americké. Tyto dva druhy ale značně ubývají a pomalu se stahují i z přirozených stanovišť, kde žijí jelenci bahenní. Dříve bylo velkým problémem pro populace těchto sudokopytníků i pytláctví, v posledních letech je ale pod kontrolou. Místo toho je v současné době největší hrozbou pro jelence bahenní ničení jejich přirozeného prostředí. Několik stovek kusů žilo v Yacyretá Dam do doby, než se zdejší mokřady změnily na zemědělské plochy. Jelenci bahenní jsou také častou obětí infekčních chorob přenášených skotem.